# Dacalana ricardi
Dacalana ricardi är en fjärilsart som beskrevs av John Nevill Eliot 1959. Dacalana ricardi ingår i släktet Dacalana och familjen juvelvingar. Inga underarter finns listade i Catalogue of Life.